# Агнешка Граф
Агнешка Граф-Оссер (на полски: Agnieszka Graff-Osser) е полскa писателка от еврейски произход, преводачка, феминистка и активистка за защита на човешките права.
Завършва английски език в колежа Амхърст (Масачузетс, САЩ) с бакалавърска степен (1993), след това следдипломна квалификация в Оксфордския университет (1995), а по-късно училището по социални науки към Института по философия и социология на Полската академия на науките (1999). През 1999 г. защитава докторат върху прозата на Джеймс Джойс във Факултета по съвременни езици на Варшавския университет.  Свързанa e с Центъра за американски изследвания от 2000 г.; съредактор на научното списание The Americanist.
През 2001 година издава книгата си „Свят без жени“, която става обект на засилени дискусии в Полша.
Към 2017 година работи във Варшавския университет.
Автор е на многобройни статии за правата на жените. Съосновател е на женската организация Женска коалиция „8 март“ (Porozumienie Kobiet 8 Marca), която организира ежегодно женски марш във Варшава. Член е на Международния Хелзинкски комитет по правата на човека.
Има връзка с културната антроположка Магдалена Старожук. Грaф се определя като куиър.